# 消防署
消防署（しょうぼうしょ）は、消防（消火活動や救助活動など）を専門に行う消防機関、あるいはその建築物。

## 日本の消防署

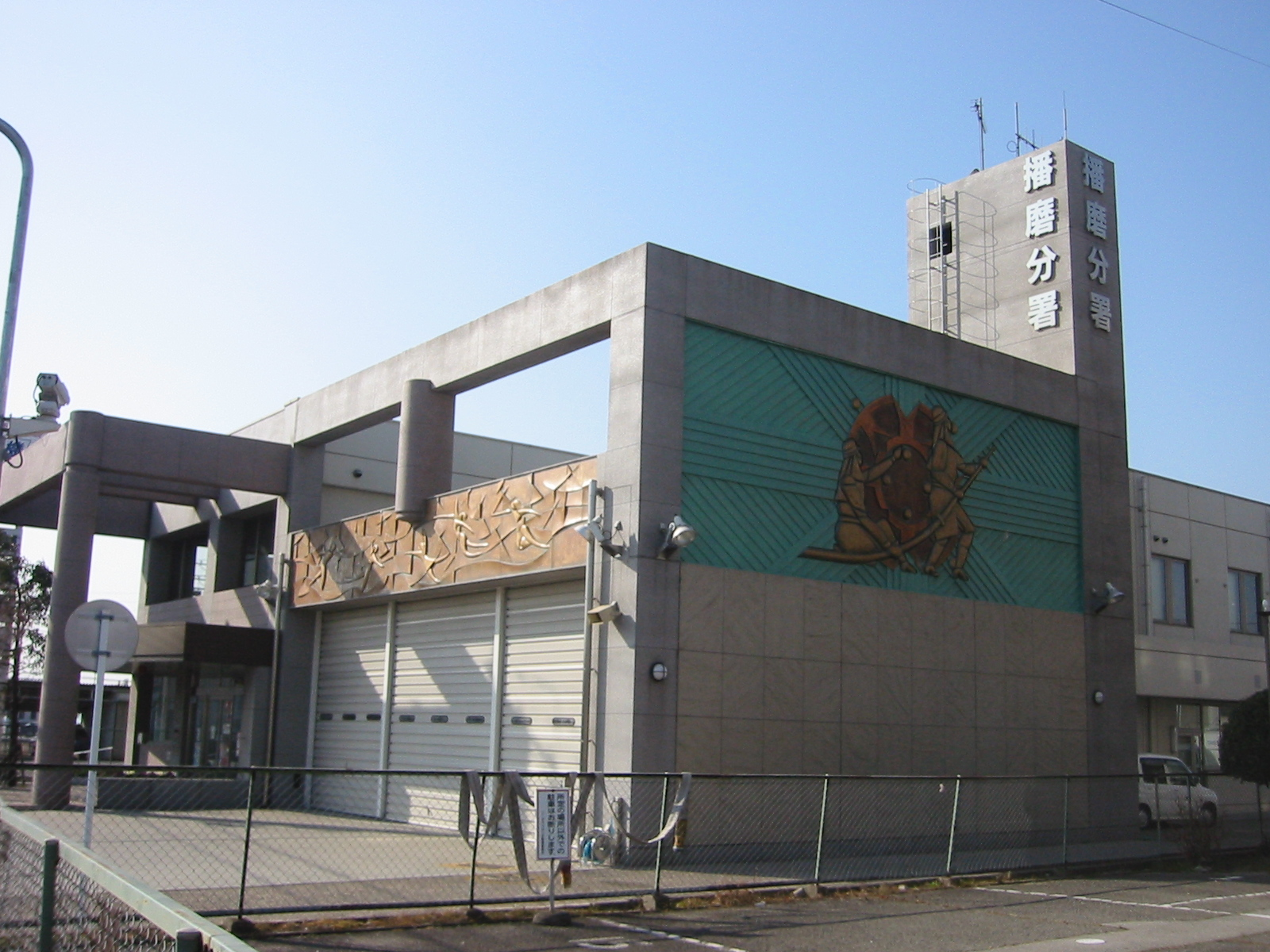
加古川市東消防署播磨分署とレリーフ

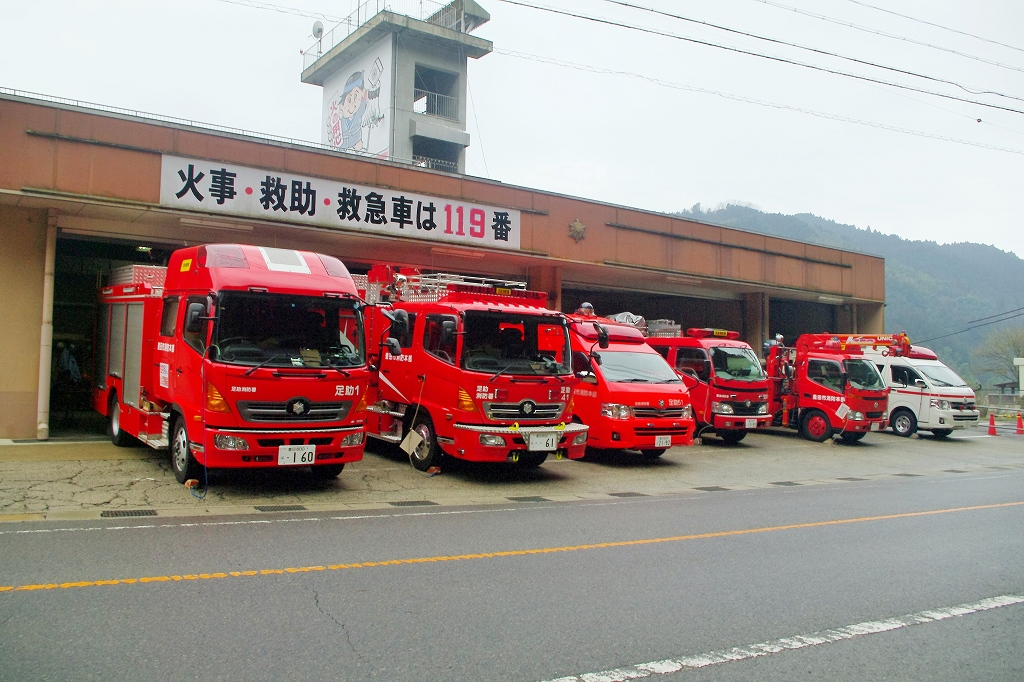
豊田市足助消防署

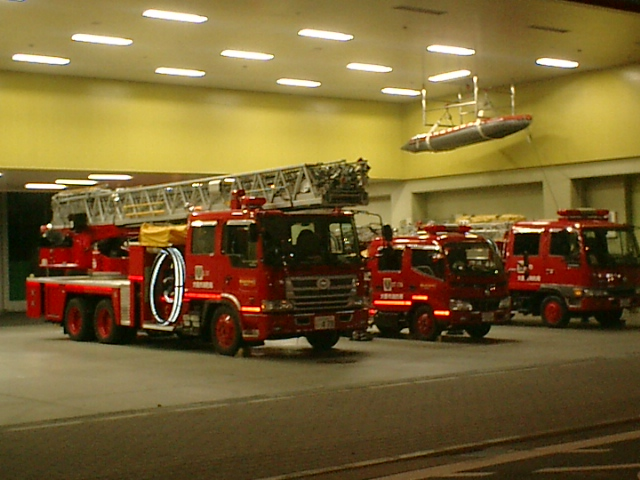
消防車（大阪市鶴見消防署）
左から、はしご車と小型タンク車など

日本の地図記号

日本の消防の消防署は、消防（消火・火災予防・救急・救助）を専門に行う消防機関、あるいはその建築物。上位に消防本部がある。消防本部は、政令指定都市などでは大阪市消防局のように「消防局」と称することが多く、特別区では東京23区を管轄する消防本部を「東京消防庁」と称している。

### 組織
消防本部の管轄内に設置され、出動に備えている。設置署数には差があり、八丈町消防本部のように消防署を設置しない（本部の下に「中央消防署」だけが置かれる）例や、大阪市消防局や東京消防庁のように多数の消防署を有する例もある（東京消防庁のみ「中央消防署」がない）。多くの消防本部では本部庁舎と隣接もしくは同居した一つの消防署を有するのみとなっている。分署や出張所、駐在所などを持つ消防署もある。
地方自治体などによりその名称及び組織は異なる。また消防庁長官が「長官命令」を発した場合は、全国の消防局が日本国内の全ての災害現場まで部隊を派遣可能である。
ほとんどての部隊が複数交代制を取り、交代勤務で24時間対応する。各消防署所に配置された部隊の編成は、原則として1つの消防車両に搭乗する隊員を「小隊」として、主に複数の小隊により「中隊」（1つの小隊を中隊とする場合もある）、中小隊を全て合わせたものを「大隊」とする。消防本部まで行動する場合は「連隊」を編成。

### 業務

#### 消火活動
火災の鎮火、危険物・化学・薬品などの爆発の鎮火などである。ポンプ隊が配置され担当する。
- 火災の鎮圧
消防本部で受けた119番通報は、現場地区を担当する消防署の「通信室」（受付を兼ねている）に送られ出動指令となる。これは通信回線による音声だけでなく、活動記録を残すためファクシミリを用いた文書でも送られる。
- 火災の調査
火災現場の調査を通して、出火原因の調査などを行う。
- 出火場所の広報
消防車のサイレン音を聞いた人から代表番号に問い合わせが殺到すると業務に支障を来すので、消防本部から専用テレホンサービスの電話番号が公開されている（通報を元に通信指令室がコンピュータを使って発する出動指令のデータがそのまま活用され、合成音声でアナウンスされる）。2010年代からは、希望者に対して出動情報と鎮火報の電子メール配信がされる自治体も出ている。
- 消火栓の断水・減水届
- 火災被害証明
- 消防車迂回道路工事の届出受付

#### 救急搬送
- 救急患者の搬送

救急隊2個隊または3個隊が配備される。

#### 救助活動
- 一般救助
- 交通救助（交通事故）
- 山岳救助（山岳救助隊）
- 水難救助（水難救助隊）
- NBC災害（化学救助隊）

| 区分           | 救助資機材の基準 | 車両の基準                       | 配置の基準                                                                                             | 隊員の構成                                                                        |
| -------------- | --- | -------------------------------- | --- | --------------------------------------------------------------------------------- |
| 救助隊         | 救助活動に必要最低限の資機材                                                                                               | 救助工作車又は他の消防車1台      | 人口が10万人未満の地域                                                                                 | 人命救助の専門教育を受けた隊員5名以上で編成するように努める。いわゆる兼任救助隊。 |
| 特別救助隊     | 救助隊よりプラスアルファの資機材                                                                                           | 救助工作車1台                    | 人口が10万人以上の地域                                                                                 | 人命救助の専門教育を受けた隊員5名以上                                             |
| 高度救助隊     | 高度救助資機材（電磁波人命探査装置、二酸化炭素探査装置、水中探査装置など一部の高度救助資機材は、地域の実情に応じて備える） | 救助工作車1台                    | 中核市もしくは消防庁長官が指定するそれと同等規模もしくは中核市を有しない県の代表都市を管轄する消防本部 | 人命救助の専門教育を受けかつ高度な教育を受けた隊員5名以上                         |
| 特別高度救助隊 | 高度救助資機材と地域の実情に応じてウォーターカッターと大型ブロアー                                                         | 救助工作車1台と特殊災害対応車1台 | 政令指定都市の消防本部および特別区の消防本部                                                           | 人命救助の専門教育を受けかつ高度な教育を受けた隊員5名以上                         |

#### 予防行政
- 火災の予防
ガソリンスタンドなど危険物施設への立ち入り検査、防火対象物の検査などを通して火災の予防を行う。
- 消防同意
建物の建築確認に際して審査を行う。
- 消防設備工事・検査・建築確認
- 林野災害に関すること
- 気象災害に関すること
- 放射能災害に関すること
- 防火管理

#### 危険物保安
- 危険物
- 高圧ガス

### 設備と装備

#### 庁舎
- 望楼
かつては望楼から火災を監視していたが、建築物の高層化や119番通報での覚知が増えたので、近年では常時行われることはなくなった。震災や事故による電話回線の途絶（停電しても通信線が断絶しない限り公衆交換電話網は不通にはならない）の際は、望楼や近隣の高層ビル上層階に無線機を持った吏員を派遣して監視を行う。
- 滑り棒
漫画やドラマなどのフィクションでは望楼と並んで消防署の象徴のように描かれているが、怪我への配慮や階段を利用した方が速いという理由や[2]、車庫と直結されていることから排気ガスや空調の面で問題があり、また庁舎の平屋化や二階建てでも階段を多く配置した形が主流となり2010年代現在では日本全国で廃止されている[2]。出動の際は階段を駆け下り、防火帽・防火服上下が準備されている更衣室で装備を身に着けた後、車庫に駆け込む。

#### 消防車
- 消防車の配備：消火隊・救助隊と装備の一つである消防ポンプ車、はしご車、救助工作車、化学消防車等を地域特性に応じて、出場可能な状態で配備している。分署以下のレベルでは救助工作車や指揮車といった支援車両は配備されていない事がほとんどで、これらは消防署（大隊）から出動する。

#### 救急車
- 救急車の配備：救急隊が配置されている。

## アメリカの消防署
アメリカでは市町村単位の消防局または消防区が消防事務を実施している（地方公務員）。
消防機関の実施任務は、消火活動、救急搬送、救助活動、災害対応、予防行政、危険物保安などである。林野火災の場合は州当局も消火活動に加わる。
連邦政府の監督官庁はアメリカ合衆国消防局である。

## イギリスの消防署
イギリスでは県や大都市消防組合の設置する消防本部、それ以外の地域では一部事務組合等が消防事務を実施している（地方公務員）。
消防機関の実施任務は、消火活動、救助活動、災害対応、予防行政、危険物保安などである。なお、イギリスでは救急搬送は国民保健サービス（NHS）の業務となっている。
イギリスでの中央政府の監督官庁は内務省 消防監察局および消防緊急事態計画局である。

## ベルギーの消防署
ベルギーでは市町村単位で設置されている消防局が消防事務を実施している（地方公務員）。
消防機関の実施任務は、消火活動、救急搬送、救助活動、災害対応、予防行政、危険物保安などである。
連邦政府の監督官庁は内務省 Direction générale de la sécurité civileである。

## フランスの消防署
フランスでは県消防局（パリやマルセイユでは軍）が消防事務を実施している（地方公務員）。
消防機関の実施任務は、消火活動、救助活動、災害対応、予防行政、危険物保安などである。